# Группа изучения реактивного движения
Группа изучения реактивного движения (ГИРД) — научно-исследовательская и опытно-конструкторская организация, занимавшаяся разработкой ракет и двигателей к ним.
Осенью 1931 года при Осоавиахиме были организованы московская (ГИРД) и ленинградская (не путать с Газодинамической лабораторией — ГДЛ, созданной ранее) группы изучения реактивного движения, объединявшие на общественных началах энтузиастов ракетного дела. ГИРД, получившая название центральной, оказывала помощь группам и кружкам по изучению реактивного движения в других городах СССР. В 1934 году ГИРД и ГДЛ были объединены в Реактивный научно-исследовательский институт (РНИИ). Пропагандистские и просветительные функции возложены на вновь организованную Реактивную группу Центрального совета Осоавиахима, успешно продолжавшую работать до конца 1930-х годов и создавшую ряд оригинальных небольших экспериментальных ракет.
Сами гирдовцы в шутку расшифровывали аббревиатуру как «Группа инженеров, работающих даром». В 1930-е годы сотрудники лаборатории работали на одном энтузиазме и не получали никаких зарплат.
С августа 1932 года финансирование было получено от Группы управления военных изобретений (маршал Тухачевский).

## МосГИРД

### 1931
Создана 15 сентября 1931 из секции реактивных двигателей при Бюро воздушной техники Центрального Совета Осоавиахима, а в Технический Совет ГИРД входили: С. П. Королёв, Н. И. Ефремов, Н. А. Железников, Л. К. Корнеев, Ю. А. Победоносцев, М. К. Тихонравов, Ф. А. Цандер, А. В. Чесалов и Е. С. Щетинков. Группа состояла из 4 бригад, занимающихся различными задачами:
- 1 бригада: руководитель Цандер (двигатели), старший инженер Л. К. Корнеев, инженеры А. И. Грязнов, Л. С. Душкин, А. И. Подлипаев, А. И. Полярный и А. В. Саликов, конструкторы Н. М. Вевер, Л. Н. Колбасина, Е. К. Мошкин и С. С. Смирнов.
- 2 бригада: руководитель Тихонравов (изделия на основе двигателей), старший инженер Н. И. Ефремов, инженеры Я. А. Голышев, B.C. Зуев и Ф. Л. Якайтис, конструкторы В. А. Андреев, В. Н. Галковский, З. И. Круглова, O. K. Паровина и Н. И. Шульгина, а также чертёжница Е. И. Снегирёва (Андреева).
- 3 бригада: руководитель Победоносцев (воздушные реактивные двигатели), старший инженер М. С. Кисенко, инженеры Г. И. Иванов, В. Е. Лисичкин и В. А. Тимофеев, конструкторы Л. Э. Брюккер, И. А. Меркулов и О. С. Оганесов, механики Н. Н. Краснухин и А. Б. Рязанкин.
- 4 бригада: руководитель Королёв (конструкции летательных аппаратов), старший инженер Е. С. Щетинков, инженеры Н. А. Железников, С. А. Пивоваров и А. В. Чесалов, конструкторы В. В. Горбунов и Г. Н. Федотов, механики A.M. Дурнов и Б. А. Пивоваров, чертёжница В. В. Иванова (Александрова).

### 1932 год
- Двор, где в подвале находилось помещение ГИРДапрель — создана производственная часть ГИРДа, выделено постоянное помещение (подвал дома № 19, строение 2 по Садово-Спасской улице), штаты.
- 14 июля приказом председателя Центрального совета Осоавиахима Р. П. Эйдемана задним числом с 1 мая начальником ГИРДа назначен С. П. Королёв.
- Работы развернулись полным ходом. В короткие сроки были созданы двигатели ОР-2.Также группой был создан двигатель с индексом 10 для ракеты ГИРД-Х

### 1933 год
- 31 мая бригада № 2 завершает создание ракеты «ГИРД-09» — первой в СССР работающей ракеты на гибридном топливе.
- 11 августа бригада № 4 разрабатывает ракетный планер РП-1 на основе серийного планёра БИЧ-11 и двигателя ОР-2.
- 17 августа — первый запуск ракеты ГИРД-09
- 25 ноября 1933 года состоялся успешный запуск ракеты ГИРД-Х[8].

МосГИРД развернула широкую лекционную пропаганду, организовала в 1932 году курсы теории реактивного движения.
Приказом по Реввоенсовету № 0113 от 21 сентября 1933 года, а затем постановлением № 104 Совета Труда и Обороны от 31 октября 1933 года на основе ГИРД и ГДЛ был организован Реактивный институт. Из него выделилось в 1934 году КБ-7 во главе с Л.К. Корнеевым.

## ЛенГИРД
Среди организаторов и активистов ЛенГИРД, созданной 13 ноября 1931 года, были Я. И. Перельман и Н. А. Рынин, В. В. Разумов (1890—1967) — первый председатель ЛенГИРД, инженеры А. Н. Штерн, Е. Е. Чертовской, физики М. В. Гажала, И. Н. Самарин, М. В. Мачинский, представители общественности.
В 1932 году в состав ЛенГИРД входило более 400 членов. Большую помощь в организации ЛенГИРД и её работе оказывали сотрудники Газодинамической лаборатории В. А. Артемьев, Б. С. Петропавловский и другие. ЛенГИРД активно пропагандировала ракетную технику, организовывала показательные запуски небольших пороховых ракет, разработала ряд оригинальных проектов экспериментальных ракет (фоторакета, метеорологическая ракета и др.), в частности, ракету Разумова — Штерна с ротативным ЖРД. В 1932 году ЛенГИРД создала курсы по теории реактивного движения.
В 1934 году ЛенГИРД была преобразована в Секцию реактивного движения, которая под руководством М. В. Мачинского продолжала пропагандистскую работу, проводила опыты по воздействию перегрузок на животных и вплоть до начала второй мировой войны вела разработку и испытания модельных ЖРД и ракет оригинальных схем.

## ГИРД в других городах
По примеру москвичей и ленинградцев движение за организацию местных ГИРД развернулось в Харькове, Баку, Тифлисе, Архангельске, Новочеркасске, Брянске и других городах. Большую роль в этом движении сыграла пропагандистская деятельность Ф. А. Цандера, Н. А. Рынина, В. П. Ветчинкина, В. О. Прянишникова и других.